# Ngôi sao Tiếng hát Truyền hình
Tiếng hát Truyền hình là một cuộc thi ca nhạc do Đài Truyền hình Thành phố Hồ Chí Minh và Công ty truyền thông và du lịch Mây Quỳnh & Công ty Cát Tiên Sa phối hợp tổ chức, được diễn ra từ tháng 9 – tháng 11 hằng năm. Đây là cuộc thi nhằm tuyển chọn các giọng ca triển vọng cho màn ảnh nhỏ và phong trào ca hát trên cả nước.

## Lịch sử
Năm 1991, với nhu cầu tìm kiếm những tài năng âm nhạc trẻ, Đài truyền hình Thành phố Hồ Chí Minh đã tổ chức cuộc thi này với tên gọi ban đầu là Tiếng hát Truyền hình Thành phố Hồ Chí Minh. Trải qua 15 lần tổ chức, cuộc thi này đã tìm ra những tài năng âm nhạc như: Như Quỳnh, Như Hảo, Đông Đào, Thu Minh, Minh Tuyết, Đàm Vĩnh Hưng, Hồng Ngọc, Đức Tuấn, Đoan Trang, Thanh Thúy,...

## Các mùa giải

### Tiếng hát Truyền hình 2006
Ngôi sao Tiếng hát Truyền hình 2006 thực hiện theo kịch bản Project SuperStar mua bản quyền của MediaCorp Studios Singapore. Cuộc thi khác rất nhiều so với phiên bản cũ Tiếng hát Truyền hình về cách thức thi, chấm giải cũng như quan niệm về trình diễn. Trong phiên bản mới, các thí sinh "đấu loại" trực tiếp qua từng đêm.

#### Chung kết 1
- Đợt 1: từ 25 thí sinh (chia đều cho 2 đêm 15 và 16/9) chọn lại 16 thí sinh.
- Đợt 2: (22 và 23/9) từ 16 thí sinh chọn 8.
- Đợt 3: (25/9) 8 thí sinh bị rớt ở đợt 2 cùng thi thố để tranh 2 suất.
- Đợt 4: (27/9) 2 thí sinh vượt qua đợt 3 cùng 8 thí sinh được chọn ở đợt 2 (tổng cộng 10) tranh tài để chọn lại 8 thí sinh vào vòng chung kết xếp hạng.

#### Chung kết xếp hạng
8 thí sinh sau Chung kết 1 cùng biểu diễn giao lưu trong 2 đêm (7 và 14/10) trước khi chính thức bước vào 4 đợt "loại" trực tiếp khác để vươn đến ngôi vị Super Star.
Vòng chung kết xếp hạng:
- Đợt 1 (20 và 21/10), từ 8 thí sinh chọn 6.
- Đợt 2 (27 và 28/10), 6 chọn 4.
- Đợt 3 (3/11), 4 chọn 2.
- Đêm Super Star (11/11) 2 thí sinh tranh tài giành "vương miện" Ngôi sao Tiếng hát Truyền hình 2006.

Điểm khác biệt nữa ở vòng chung kết Ngôi sao tiếng hát truyền hình 2006 là nam, nữ thi riêng, số lượng chọn cho mỗi đợt, nam và nữ bằng nhau. Hai thí sinh ở đêm Super Star, người thắng cuộc sẽ là "Ngôi sao Tiếng hát truyền hình 2006", người thua cuộc được trao giải nhất. Đối với mỗi thí sinh, vòng chung kết 1 hát 1 bài, vòng chung kết 2 hát 2 bài và đêm Super Star hát 4 bài. Các đêm chung kết 1 tổ chức tại Nhà hát Hòa Bình, 2 đêm gala tổ chức tại Nhà thi đấu Nguyễn Du và chung kết xếp hạng tổ chức tại sân khấu ca nhạc Lan Anh. Tất cả các đêm đều được truyền hình trực tiếp trên HTV.

#### Khán giả bình chọn
Hội đồng giám khảo (gồm 6 thành viên) chỉ chấm điểm ở vòng chung kết 1. Vòng chung kết xếp hạng gồm 5 đêm, chỉ có Hội đồng nghệ thuật nhận xét góp ý, còn kết quả hoàn toàn cho khán giả bình chọn. Với phương thức này, Ban tổ chức đã "đá" trái bóng về phía khán giả, sẽ không còn chuyện phàn nàn về tính công bằng của Hội đồng giám khảo như năm 2005.

#### Đào tạo, hỗ trợ thí sinh
Ngôi sao Tiếng hát Truyền hình 2006 ngoài những chuyên gia về thanh nhạc, thiết kế trang phục, trang điểm, tạo mẫu tóc... của Việt Nam, còn có sự tham gia của các chuyên gia nước ngoài như: bà Miglena Mihaylova Tzenova (chuyên gia thanh nhạc - Học viện nghệ thuật Bulgaria), bà Rumyana Dimitrova (chuyên gia vũ đạo và phong cách trình diễn), ông Jaw Man Fai (giám đốc sáng tạo của MediaCorp Studios - Singapore), bà Poh Shaa Ching (Singapore, chuyên gia tạo dựng hình ảnh ca sĩ)...

#### Danh sách 25 thí sinh vòng chung kết Ngôi sao Tiếng hát Truyền hình 2006
Nguyễn Phước Vũ Bảo, Nguyễn Duy Thiện, 
Tô Quốc Phong, Trương Sỹ Linh, 
Nguyễn Đức Quang, Hồ Minh Phúc, 
Đặng Trường Thư, Vũ Thị Thảo Vân, 
Đặng Gia An, Kỳ Phương Uyên, 
Võ Hoài Phương Anh, Giang Thụy Hồng Ngọc, 
Trần Hoàng Nghiệp, Bùi Thanh Liêm, 
Hồ Viết Cường, Lê Huy Trực, 
Nguyễn Ngọc Linh, Nguyễn Tuấn Kiệt,
Lâm Thụy Ngọc Trinh, Nguyễn Ngọc Thủy Tiên, 
Nguyễn Ngọc Phương Trinh, Nguyễn Thị Thu Hà, 
Nguyễn Thị Thúy Huyền, Nguyễn Thị Thu Trang, Nguyễn Thị Hòa Mi.

#### Kết quả cuộc thi Ngôi sao tiếng hát truyền hình 2006
- Giải Ngôi sao: Nguyễn Ngọc Phương Trinh
- Giải nhất: Nguyễn Phước Vũ Bảo
- Giải nhì: Nguyễn Duy Thiện - Kỳ Phương Uyên
- Giải ba: Nguyễn Ngọc Linh - Nguyễn Thị Thu Trang
- Giải tư: Võ Hoài Phương Anh - Giang Thụy Hồng Ngọc - Trần Hoàng Nghiệp - Nguyễn Tuấn Kiệt
- Trình bày ca khúc truyền thống cách mạng hay nhất: Nguyễn Duy Thiện
- Trình bày ca khúc mang âm hưởng dân ca hay nhất: Võ Hoài Phương Anh
- Phong cách trẻ trung gây ấn tượng nhất: Kỳ Phương Uyên
- Thí sinh nhỏ tuổi nhất: Giang Thụy Hồng Ngọc

#### Giải thưởng
- Giải Ngôi sao: 25.000.000 đồng
- Giải nhất: 20.000.000 đồng
- Giải nhì: 15.000.000 đồng
- Giải ba: 10.000.000 đồng
- Giải tư: 7.000.000 đồng
- Thí sinh thể hiện bài hát mang âm hưởng dân ca hay nhất: 4.000.000 đồng
- Thí sinh nhỏ tuổi nhất: 1.000.000 đồng
- Thí sinh hát ca khúc Truyền thống Cách mạng hay nhất: 4.000.000 đồng
- Thí sinh người dân tộc đạt thứ hạng cao: 4.000.000 đồng
- Thí sinh có phong cách trẻ trung ấn tượng nhất: 4.000.000 đồng

### Ngôi sao Tiếng hát Truyền hình 2007
Với phiên bản mới Star Academy, thuộc bản quyền của Công ty Gestmusic - Tây Ban Nha, vòng chung kết Ngôi sao Tiếng hát Truyền hình 2007 có 10 đêm thi (26, 27, 29-10 và 2, 3, 16, 17, 23, 24 -11 và đêm chung kết xếp hạng trao giải 1-12).
Đêm thi cuối cùng, ba thí sinh tranh một giải nhất, một nhì và một ba Cách chấm giải cũng thay đổi: Ban giám khảo sẽ chấm chín đêm thi đầu và khán giả sẽ bình chọn qua tin nhắn và điện thoại cố định đêm thi cuối cùng.
12 thí sinh vào vòng chung kết trong 10 đêm, từ 26-10 đến 1-12-2007.
Ngoài ra, Trung tâm mua sắm Sài Gòn - Nguyễn Kim trao tặng học bổng đào tạo các tài năng ca hát trẻ HTV - Nguyễn Kim, trị giá 27 triệu đồng/ 1 học bổng.

#### Kết quả cuộc thi Ngôi sao tiếng hát truyền hình 2007
- Giải nhất: Võ Hạ Trâm
- Giải nhì: Trần Thị Thu Hường
- Giải ba: Nguyễn Đức Quang
- Giải tư: Trịnh Đan Duy Anh, Nguyễn Thị Hòa Mi
- Trình bày ca khúc truyền thống cách mạng hay nhất: Y Thanh Nhị
- Trình bày ca khúc mang âm hưởng dân ca hay nhất: Trần Thị Thu Hường
- Phong cách trẻ trung gây ấn tượng nhất: Nguyễn Tiến Trung
- Thí sinh nhỏ tuổi nhất: Võ Hạ Trâm
- Thí sinh người dân tộc: Y Thanh Nhị

#### Giải thưởng
- Giải nhất: 30.000.000 đồng
- Giải nhì: 20.000.000 đồng
- Giải ba: 15.000.000 đồng
- Giải tư: 10.000.000 đồng
- Giải khuyến khích: 7.000.000 đồng
- Thí sinh thể hiện bài hát mang âm hưởng dân ca hay nhất: 5.000.000 đồng
- Thí sinh nhỏ tuổi nhất: 4.000.000 đồng
- Thí sinh hát ca khúc Truyền thống Cách mạng hay nhất: 5.000.000 đồng
- Thí sinh người dân tộc đạt thứ hạng cao: 5.000.000 đồng
- Thí sinh có phong cách trẻ trung ấn tượng nhất: 5.000.000 đồng

### Ngôi sao Tiếng hát Truyền hình 2008
Cuộc thi tuyển chọn các thí sinh trên 5 tỉnh, thành phố đại diện cho 5 vùng, miền: Hà Nội, Đà Nẵng, Đắk Lắk, Cần Thơ và Thành phố Hồ Chí Minh.

#### Vòng sơ tuyển
Từ ngày 25/8 đến 12/9/2008, Ban giám khảo chọn ra 65 thí sinh xuất sắc nhất từ 5 khu vực bước vào vòng bán kết tại Thành phố Hồ Chí Minh. Ngay từ đầu vào, các thí sinh được tuyển chọn bởi các giám khảo như: nhạc sĩ Nguyễn Nam, Trần Hữu Bích, Phan Hồng Sơn, Thập Nhất, Nguyễn Đức Trung, Nghệ sĩ ưu tú Ánh Tuyết, ca sĩ Thanh Thúy...

#### Vòng bán kết
Diễn ra trong hai ngày 16,17/9/2008 tại Nhà hát Đài truyền hình Thành phố Hồ Chí Minh để chọn ra 12 thí sinh xuất sắc nhất gồm 6 nam, 6 nữ bước vào vòng chung kết.

#### Vòng chung kết
Gồm 10 đêm được truyền hình trực tiếp trên kênh HTV9, bắt đầu từ ngày 20/9 đến ngày 11/10/2008.
Trong 3 đêm thi đầu tiên, cả 12 thí sinh trình diễn 3 thể loại nhạc riêng biệt: dân ca/dân gian đương đại, nhạc truyền thống và nhạc nhẹ trữ tình.
Từ đêm thi thứ 4 trở đi, các thí sinh dự thi với những ca khúc tự chọn.
Đêm chung kết xếp hạng là phần dự thi của 3 thí sinh có số điểm cao nhất của đêm chung kết thứ 9 do Hội đồng nghệ thuật lựa chọn. Trong đêm chung kết xếp hạng, 3 thí sinh này sẽ tranh giải Nhất, Nhì, Ba và kết quả này do khán giả bình chọn.

#### 12 gương mặt vào chung kết
Nguyễn Ngọc Ánh (Hà Tây, giải Nhì Thần tượng âm nhạc 2007)
Hjina Bya (Đắk Lắk)
Hoàng Thị Uyên (Đắk Lắk)
Y Garia (Đắk Lắk, giải Nhì các ban nhạc sinh viên toàn quốc năm 2002, Ca sĩ thể hiện hiệu quả Bài hát Việt 7/2008)
Nguyễn Tỳ Triệu Lộc (Thành phố Hồ Chí Minh, giải Nhất Tiếng hát phát thanh 2007)
Nguyễn Trần Minh Sang (Thành phố Hồ Chí Minh, giải khuyến khích Tiếng hát Phát thanh)
Nguyễn Tiến Trung (Đà Nẵng, giải khuyến khích NSTHTH 2007)
Đỗ Tùng Lâm (Bắc Ninh, giải Nhì Tiếng ca học đường 2008)
Nguyễn Thu Hiền (Hà Nội, giải Tư Tiếng ca học đường 2008)
Quang Thanh Thủy (Cần Thơ, giải Nhất Tiếng hát Phát thanh truyền hình Cần Thơ)
Nguyễn Huyền Quân (Hà Nội, giải khuyến khích NSTHTH 2007)
Phạm Hồng Anh (Hà Nội, giải Nhì Giọng hát hay Hà Nội 2008)
Đến với cuộc thi Ngôi sao Tiếng hát Truyền hình 2008, mỗi thí sinh chuẩn bị ít nhất 7 bài hát để đi hết từ vòng loại đến chung kết xếp hạng. Thí sinh có thể chọn các bài hát theo các thể loại nhạc như: dân ca, dân ca đương đại, nhạc truyền thống, hoặc nhạc trẻ như pop, R&B, dance ...

#### Đào tạo, hỗ trợ thí sinh
Vào vòng chung kết, các thí sinh được những chuyên gia nổi tiếng tư vấn về trang phục, kiểu tóc, phong cách biểu diễn cũng như hướng dẫn tập luyện, chọn bài hát phù hợp và được phối nhạc bài hát dự thi vòng chung kết. Cuộc thi năm 2008 còn cung cấp cho mỗi thí sinh 1 trang web riêng để giao lưu với khán giả, liên kết với trang web chính thức của cuộc thi .

#### Kết quả cuộc thi Ngôi sao Tiếng hát truyền hình 2008
- Giải nhất: Đỗ Tùng Lâm (Bắc Ninh)
- Giải nhì: Nguyễn Tỳ Triệu Lộc (Thành phố HCM)
- Giải ba: Hoàng Thị Uyên (Đăk Lăk)
- Giải tư: Nguyễn Ngọc Ánh (Hà Tây), Hzina Bya (Đăk Lăk)
- Giải khuyến khích: Y Garia (Đăk Lăk), Nguyễn Trần Minh Sang (Thành phố HCM), Nguyễn Tiến Trung (Đà Nẵng), Nguyễn Thu Hiền (Hà Nội), Quang Thanh Thủy (Cần Thơ), Nguyễn Huyền Quân (Hà Nội), Phạm Hồng Anh (Hà Nội)
- Thí sinh thể hiện bài hát mang âm hưởng dân ca hay nhất: Đỗ Tùng Lâm (Bắc Ninh)
- Thí sinh nhỏ tuổi nhất: Đỗ Tùng Lâm (Bắc Ninh)
- Thí sinh hát ca khúc Truyền thống Cách mạng hay nhất: Hoàng Thị Uyên (Đăk Lăk)
- Thí sinh người dân tộc đạt thứ hạng cao: Hzina Bya (Đăk Lăk)
- Thí sinh có phong cách trẻ trung ấn tượng nhất: Phạm Hồng Anh (Hà Nội)

#### Giải thưởng
- Giải nhất: 30.000.000 đồng
- Giải nhì: 20.000.000 đồng
- Giải ba: 15.000.000 đồng
- Giải tư: 10.000.000 đồng
- Giải khuyến khích: 7.000.000 đồng
- Thí sinh thể hiện bài hát mang âm hưởng dân ca hay nhất: 5.000.000 đồng
- Thí sinh nhỏ tuổi nhất: 4.000.000 đồng
- Thí sinh hát ca khúc Truyền thống Cách mạng hay nhất: 5.000.000 đồng
- Thí sinh người dân tộc đạt thứ hạng cao: 5.000.000 đồng
- Thí sinh có phong cách trẻ trung ấn tượng nhất: 5.000.000 đồng

### Ngôi sao Tiếng hát Truyền hình 2010
Cuộc thi tuyển chọn các thí sinh trên khắp mọi miền đất nước, với hơn 1300 thí sinh tham gia.

#### Vòng chung kết
Hội đồng nghệ thuật năm nay có nhiều gương mặt quen thuộc như: nhạc sĩ Trần Long Ẩn, nhạc sĩ Trọng Đài, nhạc sĩ Hồ Quang Bình, NSƯT Tạ Minh Tâm, NSƯT Quang Lý, NSƯT Ánh Tuyết và ca sĩ Thanh Thúy.
Gồm 8 đêm được truyền hình trực tiếp trên kênh HTV9, bắt đầu ngày 4/11 đến ngày 1/12, tại nhà hát HTV và nhà hát Hòa Bình.
Đêm chung kết xếp hạng là phần dự thi của 3 thí sinh có số điểm cao nhất của đêm chung kết thứ 9 do Hội đồng nghệ thuật lựa chọn (không phân biệt nam nữ). Trong đêm chung kết xếp hạng, 3 thí sinh này sẽ tranh giải Nhất, Nhì, Ba và kết quả này do khán giả bình chọn. 
- 12 gương mặt vào chung kết

#### Giải thưởng
Cơ cấu giải thưởng gồm 1 giải nhất (40 triệu đồng), 1 giải nhì (30 triệu đồng), 1 giải ba (22 triệu đồng) cùng các giải tư, giải khuyến khích. Bên cạnh đó, ban tổ chức còn trao các giải thưởng phụ như giải thí sinh nhỏ tuổi nhất, giải thí sinh người dân tộc, giải thể hiện bài hát mang âm hưởng dân ca, bài hát truyền thống cách mạng... Sau mỗi đêm thi sẽ có một thí sinh được nhận giải thưởng do khán giả bình chọn.

## Các thí sinh đoạt ngôi vị cao nhất qua các năm
Tiếng hát Truyền hình Thành phố Hồ Chí Minh
- Năm 1991: Như Quỳnh, Khánh Duy, Cam Thơ, Đông Đào
- Năm 1992: Như Hảo
- Năm 1993: Thu Minh
- Năm 1994: Thanh Thúy
- Năm 1995: Thanh Sử
- Năm 1996: Lương Chí Cường
- Năm 1997: Tấn Đạt
- Năm 1998: Ca sĩ Thụy Vân
- Năm 1999: Nam Khánh
- Năm 2000: Đức Tuấn
- Năm 2001: Ca sĩ Tú Anh
- Năm 2002: Boneur Trinh
- Năm 2003: Hồ Bích Ngọc
- Năm 2004: Khánh Ngọc
- Năm 2005: Trương Thị Hải Yến

Ngôi sao Tiếng hát Truyền hình
- Năm 2006: Phương Trinh, Vũ Bảo
- Năm 2007: Võ Hạ Trâm
- Năm 2008: Đỗ Tùng Lâm
- Năm 2009: Tiêu Châu Như Quỳnh
- Năm 2010: H'Zina Bya
- Năm 2011: Bùi Anh Tuấn

Tiếng hát Truyền hình
- Năm 2012: Lưu Hiền Trinh
- Năm 2013: Phạm Trung Kiên
- Năm 2014: Thanh Ngân
- Năm 2015: Dương Thị Tuyết